# Ludwik Kasendra

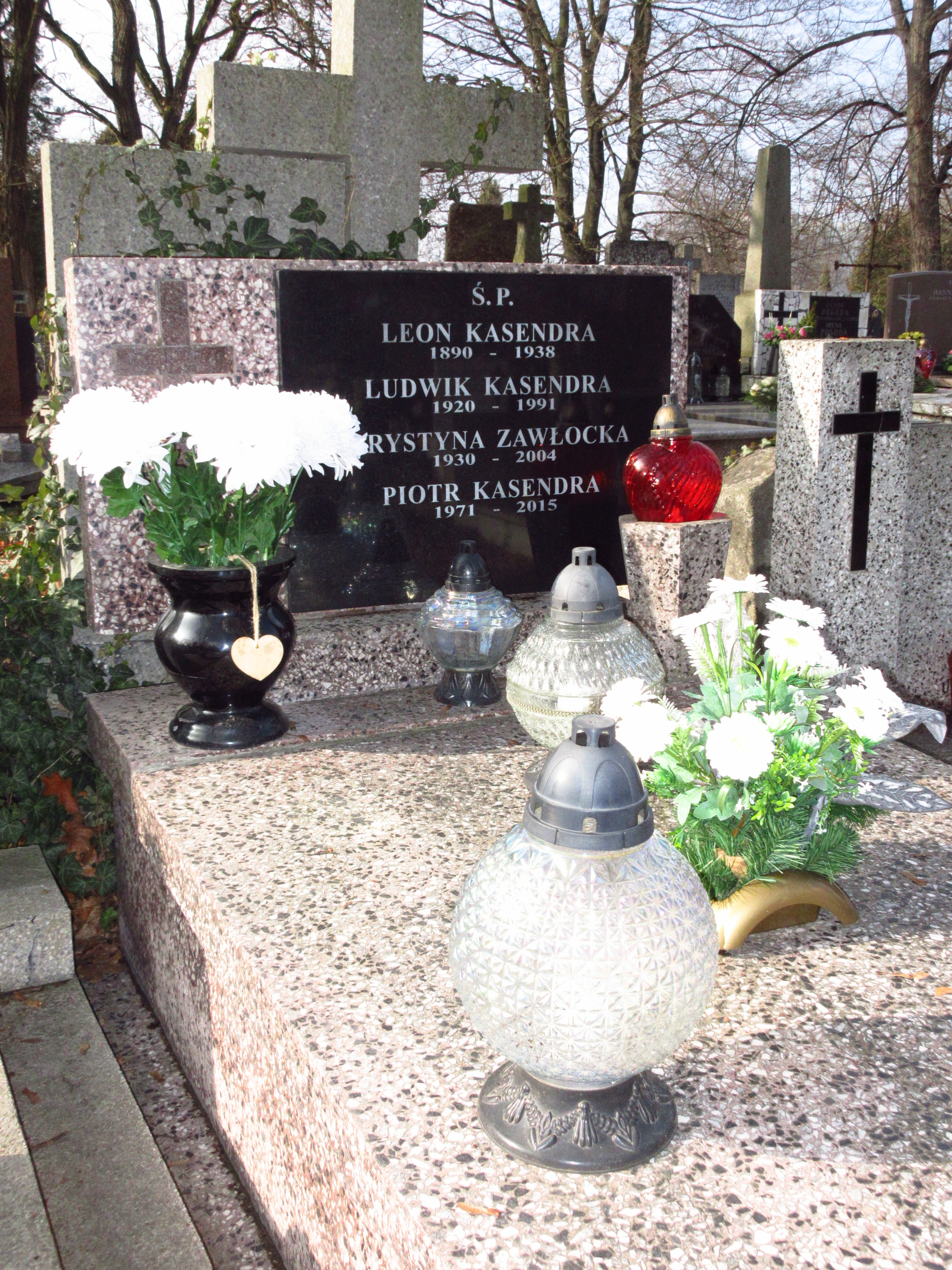
Grób Ludwika Kasendry na cmentarzu Bródnowskim

Ludwik Kasendra (ur. 22 sierpnia 1920 w Warszawie, zm. 22 lipca 1991 w Łodzi) – polski aktor filmowy i teatralny.
Od 1945 do 1947 roku był aktorem Teatru Miejskiego im. Korzeniowskiego w Gorzowie Wielkopolskim, A w następnym sezonie występował w Teatrze Ziemi Opolskiej. Później pracował w Teatrze im. Żeromskiego w Kielcach, a od 1952 do 1956 roku grał w zespole Teatrów Dramatycznych we Wrocławiu. Następnie występował w teatrach łódzkich: Teatrze Satyry (1957–1958) i 7.15 (1958–1959, 1961–1962). Ze względu na brak uprawnień aktorskich, przez ponad 30 lat, zatrudniony był jako inspicjent w łódzkim Teatrze im. Jaracza.
Został pochowany na cmentarzu Bródnowskim (kwatera 54E-1-4).

## Filmografia
- (1964) Gdzie jest generał... jako żołnierz niemiecki
- (1966) Piekło i niebo  jako pasażer zabraniający otwarcia okna w autobusie
- (1966) Kochajmy syrenki jako sprzedający gumowe uszczelki
- (1966) Niewiarygodne przygody Marka Piegusa jako milicjant Oremus (odc. 4)
- (1968) Otello z M-2 jako uczestnik sprawy
- (1969) Jak rozpętałem drugą wojnę światową jako Brat Florian
- (1970) Twarz anioła
- (1971) 150 na godzinę jako mężczyzna w zakładzie „Foto-Moto”
- (1971) Nie lubię poniedziałku jako pracownik biura matrymonialnego (gościnnie)
- (1972) Palec Boży  jako członek komisji egzaminacyjnej
- (1974) Wiosna panie sierżancie jako Stefan, przyjaciel Lichniaka (gościnnie)
- (1977) Około północy
- (1978) Życie na gorąco jako Przedsiębiorca (gościnnie)
- (1980) Tango ptaka jako ojciec Agaty
- (1980) Królowa Bona (odc. 8)
- (1981) Najdłuższa wojna nowoczesnej Europy jako poseł (odc. 5)
- (1983) Dom świętego Kazimierza
- (1983) Co dzień bliżej nieba jako woźny w liceum (niewymieniony w czołówce)
- (1988) Łabędzi śpiew
- (1988) Nowy Jork, czwarta rano
- (1988) Pogranicze w ogniu (odc. 10)
- (1990) Leśmian

Źródło: Filmpolski.pl.